# جاگواکوارا
جاگواکوارا (به پرتغالی: Jaguaquara) یک منطقهٔ مسکونی در برزیل است که در باهیا واقع شده‌است. جاگواکوارا ۵۴٬۶۷۳ نفر جمعیت دارد.